# Björn Borg (nadador)
Björn Borg (14 de noviembre de 1919-13 de abril de 2009) fue un deportista sueco que compitió en natación, especialista en el estilo libre. Ganó dos medallas de oro en el Campeonato Europeo de Natación de 1938.

## Palmarés internacional
| Campeonato Europeo | Campeonato Europeo    | Campeonato Europeo | Campeonato Europeo |
| Año                | Lugar                 | Medalla            | Prueba             |
| ------------------ | --------------------- | ------------------ | ------------------ |
| 1938               | Londres (Reino Unido) | Medalla de oro     | 400 m libre        |
| 1938               | Londres (Reino Unido) | Medalla de oro     | 1500 m libre       |